# Axis: Bold as love
Axis: Bold as love is het tweede studioalbum van de Amerikaanse gitarist/zanger Jimi Hendrix. Hendrix staat bekend om zijn virtuose gitaarspel en experimentele geluiden. 

## Achtergrond
In het begin van zijn muzikale carrière trok Jimi Hendrix door de Verenigde Staten als begeleider van soul- en bluesartiesten zoals Little Richard, BB King, Bo Diddley en the Isley Brothers. Hij ontmoette Chas Chandler, de bassist van The Animals, die hem voorstelde om zijn manager te worden en samen met hem naar Engeland te vertrekken. Daar vormde hij zijn eigen band The Jimi Hendrix Experience. De band kreeg al snel succes in Engeland en Europa, maar brak pas door in de Verenigde Staten toen ze op het Monterey Pop Festival hadden gespeeld in juni 1967.
Het album Axis: Bold as love is uitgebracht in het Verenigd Koninkrijk en Europa op 1 december 1967. Hendrix was contractueel verplicht om twee albums uit te brengen in 1967 en het debuutalbum was verschenen in mei 1967. Het tweede album is in de Verenigde Staten uitgebracht in februari 1968.
Jimi Hendrix kreeg bekendheid door zijn enerverende gitaarspel (met veel geluidseffecten) en opzienbarende optredens. Hij bracht een revolutie in het gitaar spelen teweeg door het gebruik van nieuwe akkoorden, feedback en vernieuwende opnametechnieken. Zijn stijl kan omschreven worden als een creatieve, psychedelische verwerking van rock-, soul-, jazz- en blues-invloeden. Hij heeft veel invloed gehad op andere gitaristen. 
Op dit tweede album staan laid-back, ingetogen nummers (zoals Up from the skies), ballads (zoals Little wing) en rocknummers (onder meer Wait until tomorrow). Alle nummers zijn geschreven door Jimi Hendrix, behalve She’s so fine, dat is geschreven en gezongen door Noel Redding. Little wing is gecoverd door Eric Clapton’s Derek & the Dominos. If 6 was nine is een rocknummer met psychedelische effecten. Het album begint met een gesprek tussen een buitenaards wezen (de stem van Hendrix) en een interviewer (stem van Mitch Mitchell). 

### Tracklist
Alle geschreven door Hendrix, behalve waar anders vermeld staat.

| Nr. | Titel                | Duur |
| --- | -------------------- | ---- |
| 1.  | EXP                  | 1:55 |
| 2.  | Up from the skies    | 2:55 |
| 3.  | Spanish castle magic | 3:00 |
| 4.  | Wait until tomorrow  | 3:00 |
| 5.  | Ain’t no telling     | 1:46 |
| 6.  | Little wing          | 2:24 |
| 7.  | If 6 was 9           | 5:32 |

| Nr. | Titel                        | Duur |
| --- | ---------------------------- | ---- |
| 1.  | You got me floating          | 2:45 |
| 2.  | Castles made of sand         | 2:46 |
| 3.  | She’s so fine (Noel Redding) | 2:37 |
| 4.  | One rainy wish               | 3:40 |
| 5.  | Little miss lover            | 2:20 |
| 6.  | Bold as love                 | 4:09 |

## Muzikanten

### The Jimi Hendrix Experience
- Jimi Hendrix – zang, elektrische gitaar, piano, recorder, klokkenspel op Little wing, stem van mr. Paul Caruso op EXP
- Mitch Mitchell – drums, achtergrondzang, interviewer op EXP
- Noel Redding – achtergrondzang, basgitaar, stampvoeten op If 6 was 9, solozang op She's so fine

### Gastmuzikanten
- Gary Leeds – stampvoeten op If 6 was 9
- Graham Nash –stampvoeten op If 6 was 9, achtergrondzang op You got me floating
- Trevor Burton –achtergrondzang op You got me floating
- Roy Wood - achtergrondzang op You got me floating

Gary Leeds stond bekend als Gary Walker van het trio The Walker Brothers. Graham Nash maakte deel uit van Crosby, Stills & Nash (& Young). Trevor Burton was medeoprichter van de Britse band The Move en Roy Wood heeft gespeeld bij The Move, Electric Light Orchestra en Wizard. 

## Productie
Dit album is geproduceerd door Chas Chandler. De geluidseffecten op dit album zijn van Jimi Hendrix en Eddie Kramer, die als geluidstechnicus onder meer heeft gewerkt met Led Zeppelin, Traffic en John Mayall. De geluidstechnici zijn George Chkiantz, Andy Johns and Terry Brown. De plaat is opgenomen in mei, juni en oktober 1967 in de Olympic Studios in Londen. 
De plaat kwam eerst uit op vinyl, daarna ook op cassette. In 1986 werd het album in Japan op cd uitgebracht (op Polydor), in 1987 volgden de VS (op Reprise Records) en Europa (Polydor). In 1989 kwam er een geremasterde cd uit op Reprise en Polydor. Latere versies werden onder meer uitgebracht op Experience Hendrix (het label van de familie Hendrix). Op de site Discogs staat een discografie van dit album vermeld.  

## Waardering
De Amerikaanse site AllMusic waardeerde dit album met vijf sterren  (het maximum). De plaat bereikte in het Verenigd Koninkrijk nummer 5 en in de Verenigde Staten nummer 3. 
Jimi Hendrix werd in 2011 door redacteuren van het Muziekblad Rolling Stone en topgitaristen uitgeroepen tot beste gitarist aller tijden.
Muziektijdschrift OOR koos dit album als nummer 64 van de Honderd elpees van de eeuw en nummer 17 in een Terugblik op de meest gewaardeerde albums uit 1967 (in 1992). 